# Błogosławieństwo Jakuba
Błogosławieństwo Jakuba lub Jakub błogosławiący swoje wnuki, Jakub błogosławiący dzieci Józefa, obraz holenderskiego malarza Rembrandta Harmenszoona van Rijn, wykonany w 1656 roku. Obraz jest sygnowany; w lewym dolnym narożniku figuruje podpis „Rembran.. f. 1656”, pozostała część sygnatury jest nieczytelna.

## Dzieje obrazu
Obraz został namalowany dla amsterdamskiego patrycjusza Wilhelma Schrijvera. Po jego śmierci dzieło znalazło się w zbiorach Andries de Graeff, a jego potomek Gerrit II de Graeff w 1753 r. sprzedał dzieło handlarzowi dzieł sztuki z Hamburga. W tym samym roku Błogosławieństwo Jakuba zakupił landgraf heski Wilhelm VIII, który w rezydencji Wilhelmshöhe w Kassel urządził dużą kolekcję dawnego malarstwa, która stanowi rdzeń Museumslandschaft Hessen, który po zbiorach berlińskich jest największym zbiorem dzieł Rembrandta w Niemczech. W roku 1977 obraz został oblany kwasem, następnie przeszedł gruntowną konserwację która przywróciła pierwotny koloryt. Przy tej okazji miały miejsce badania naukowe, dzięki którym odkryto wcześniejsze przemalunki i odmienne pomysły do dzieła zanim artysta namalował je w obecnej postaci.

## Opis i analiza
Obraz przedstawia leżącego na łożu Jakuba, obok niego stoi jego syn Józef, którego matką była Rachela. Patriarcha unosi się z wysiłkiem na łożu aby wykonać gest błogosławieństwa jego wnukowi Efraimowi, który w geście pokory pochylił głowę. Obok jego leży Manasses. Zdarzeniu się przygląda stojąca obok łoża żona Józefa, Asenat. Jakub został tu ukazany jako sędziwy żydowski starzec z obfitym siwym zarostem ubrany w żółtawą chustę i białe szaty. Na twarzy klęczącego przy łożu Efraima widać głębokie poruszenie spotęgowane gestem rąk; dłonie mocno przycisnął do serca. Jego brat leżąc na brzuchu dziadka lekko odsuwa czerwony koc. Obu braciom Rembrandt nadał odmienne rysy twarzy, Efraim jest blondynem, Manasses brunetem o ciemnych oczach. Na jego twarzy widać lekkie zasmucenie. Józefa i jego małżonkę odróżnia bogactwo strojów. Syn Jakuba ma skromne ugrowe szaty, a na głowie turban, natomiast odziana w czarną suknię i ozdobny welon Asenat ozdobiła się bogatą biżuterią; złotym naszyjnikiem, koralami, kolczykami i ozdobnymi aplikacjami na welonie. Światło pada z góry od lewej strony przede wszystkim na postać Jakuba i białą pościel które tworzą główny akcent kolorystyczny. Blask odbija się na twarzach wszystkich postaci oraz na dekolcie Asenat. W sposób czysto symboliczny światło podkreśla akt błogosławieństwa odzianego w złocistą tunikę Efraima, ponieważ jego głowa wydaje się być otoczona delikatną poświatą.
Obraz jest zmodyfikowaną przez Rembrandta ilustracją starotestamentowego wydarzenia zapisanego w Księdze Rodzaju:

A gdy Józef zobaczył, że jego ojciec położył swą prawicę na głowie Efraima, wydało mu się to niewłaściwe. Ujął więc rękę ojca, aby ją przenieść z głowy Efraima na głowę Manassesa i rzekł: «Nie tak, mój ojcze, gdyż ten jest pierworodny; połóż twą prawicę na głowie tego». Ale ojciec nie zgodził się i powiedział: "Wiem, synu mój, wiem. I z niego też powstanie szczep, który również będzie liczny. Jednak brat jego młodszy będzie większy od niego, gdyż potomstwo jego obejmie wiele szczepów". W dniu owym pobłogosławił ich tymi słowami: Twoim imieniem Izrael będzie sobie życzył błogosławieństwa mówiąc: "Niechaj ci Bóg tak uczyni, jak Efraimowi i Manassesowi!” Tak to dał pierwszeństwo Efraimowi przed Manassesem.

Wbrew zgodnie przyjętemu zwyczajowi błogosławieństwa syna pierworodnego Jakub dotyka głowy młodszego. Tym samym powierzył mu losy rodziny i całego plemienia Izraela. Wywołuje to reakcję Józefa, który sugestywnie wskazuje rękę w stronę Manassesa. Na tę zwróconą Jakubowi uwagę tenże odpowiada, iż Efraim stanie się ojcem wielkiego narodu i słowa te będą prorocze.
Ponadto temat odnosi się do relacji między judaizmem i pogaństwem. Manasses reprezentuje pokolenie Izraela, zaś Efraim lud egipski. Rembrandt przedstawił w sposób nie ortodoksyjny biblijne wydarzenie, nadając jemu aspekt rodzinny. Zgodnie z zapisem biblijnym żona Józefa nie była obecna podczas błogosławieństwa. Tym samym artysta zaciera granicę między historią biblijną a życiem, którego doświadcza na co dzień. Co więcej jest to wpisany w biblijny wątek portret rodziny Wilhelma Schrijvera, który zamówił ten obraz u artysty. Zleceniodawca polecił artyście namalowanie jego wraz z żoną Wendelą de Graeff i dwojgiem ich dzieci. Nie wiadomo czyje rysy ma postać Jakuba.